# Echinopsis brasiliensis
Echinopsis brasiliensis ist eine Pflanzenart aus der Gattung Echinopsis in der Familie der Kakteengewächse (Cactaceae). Das Artepitheton brasiliensis verweist auf das Vorkommen der Art in Brasilien.

## Beschreibung
Echinopsis brasiliensis wächst einzeln oder sprosst gelegentlich. Die kugelförmigen, glänzend graugrünen Triebe sind eher klein bleibend. Es sind neun scharfkantige Rippen vorhanden. Die darauf befindlichen kleinen Areolen sind gräulich weiß und stehen bis zu 1 Zentimeter voneinander entfernt. Die aus ihnen entspringenden sieben bis neun Dornen sind gelblich weiß und besitzen eine dunklere Spitze. Die ausstrahlenden Dornen sind pfriemlich. Sie weisen eine Länge von bis zu 1 Zentimeter auf.
Die hellroten Blüten duften und öffnen sich wahrscheinlich in der Nacht. Sie erreichen einen Durchmesser von bis zu 10 Zentimeter.

## Verbreitung und Systematik
Echinopsis brasiliensis ist im Süden von Brasilien verbreitet.
Die Erstbeschreibung durch Frantisek Pazout wurde 1963 veröffentlicht, der einen von Alberto Vojtěch Frič vorgeschlagenen Namen verwendete.
Echinopsis brasiliensis ist nur unzureichend bekannt. Friedrich Ritter behandelte Echinopsis brasiliensis 1979 im ersten Band von Kakteen in Südamerika als Synonym von Echinopsis oxygona.

## Nachweise